# 圣洛伦佐-因坎波
圣洛伦佐-因坎波（義大利語：San Lorenzo in Campo），是意大利佩薩羅和烏爾比諾省的一个市镇。总面积28.69平方公里，人口3548人，人口密度123.7人/平方公里（2008年）。ISTAT代码为041054。